# Georg von Logau

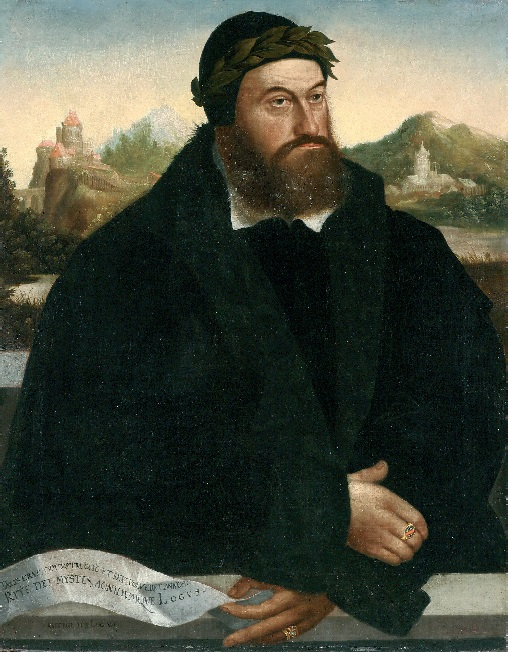
Georg von Logau als gekrönter Dichter (um 1546)

Georg von Logau oder latinisiert Georgius Logus (* um 1495 in Schlaupitz, Herzogtum Schweidnitz; † 11. April 1553 in Breslau) war ein deutscher Edelmann, Humanist, Buchliebhaber und neulateinischer Dichter sowie Diplomat.

## Leben
Georg entstammte wie Friedrich von Logau dem schlesischen Adelsgeschlecht Logau. Sein Vater war Georg von Logau auf Schlaupitz († 1541). Über die Identität seiner Mutter liegen unterschiedliche Angaben vor. Nach dem Besuch der Neisser Pfarrschule studierte er mit Unterstützung des Breslauer Bischofs Johannes V. Thurzo ab 1514 an der Universität Krakau, wo er sich vermutlich als Georgius Georgij de Swednycz immatrikulierte und sich mit dem aus Lindau stammenden Humanisten Valentin Eck anfreundete. Zu dessen Ehre veröffentlichte er 1515 ein Gedicht, das er, vermutlich wegen seines Schulbesuchs in Neisse, als Georgius Logus Nicence unterzeichnete. 1516 setzte er das Studium in Wien fort, wo er u. a. dem Humanisten Caspar Ursinus Velius begegnete und sich dem literarischen Zirkel seines Lehrers Joachim Vadian anschloss. Mit einer weiteren Förderung des Bischofs Thurzo und des Vizekanzlers von Böhmen, Georg von Loxan, studierte er von 1519 bis 1521 an der Universität Bologna. Dort freundete er sich u. a. mit dem ebenfalls aus Schlesien stammenden Humanisten Georg Sauermann (1492–1527) und dem späteren Naumburger Bischof Julius von Pflug an. Anschließend hielt er sich bis 1525 in Italien auf, überwiegend in Rom, wo er die Gelehrten Pietro Bembo und Jacopo Sadoleto kennenlernte und durch sie mit hohen kirchlichen Würdenträgern in Kontakt kam. Nach der Rückkehr wurde er Sekretär des 1526 zum König von Böhmen gewählten Erzherzogs Ferdinand I., den er im Frühjahr 1527 auf dessen Huldigungsfahrt nach Breslau begleitete. Ihm widmete er eine Gesamtausgabe seiner Gedichte, die 1529 erschien. 1530 reiste er mit Ferdinand I. zum Augsburger Reichstag. In Augsburg lernte er Anton Fugger kennen, der ihm eine weitere Studienreise finanzierte, die ihn von 1531 bis 1534 u. a. nach Padua, Rom und Venedig führte. In Padua, das damals ein Zentrum der italienischen Ciceronianer war, wurde er zum «Dr. legum» promoviert. 1534/35 hielt er sich in Wien am Hof des Kaisers Karl V. auf, und 1536 reiste er abermals nach Italien. Ab 1537 wohnte er in Breslau; dort setzte er sich eifrig für die Gegenreformation ein.

## Werke (Auswahl)
- Poëtae tres egregii nunc primum in lucem editi. Gratii […] de venatione Lib. I. P. Ovidii Nasonis Halieuticôn liber acephalus. M. Aurelii Olympii Nemesiani Cynegeticôn Lib. I. Eiusdem carmen bucolicum. T. Calphurnii Siculi Bucolica. Steyner, Augsburg 1534 (Digitalisat Florenz, Digitalisat München) und – erweitert um Adriani Cardinalis venatio – Aldus, Venedig 1534 (Digitalisat München)
- In laudem Catharinae Aquiliae et Ge. Loxani coniugis carmen. 1534
- Threni in obitum Casp. Ursini Velii. Vienna Panonica [Wien] 1539
- In hoc libello haec insunt. Elegia Ioannis Langi Silesii, de miserabili fato Casparis Ursini Velii Silesii, Poetae Oratoris & Historici Regii. Wien 1539
- Epigrammata. Krakau 1540
- Pontii Paulini viri sanctissimi […] tres psalmi primus, secundus & CXXXVI. in versus mystica interpraetatione adiecta... redacti. Eiusdem ad Deum precatio matutina. Precatio ad Deum patrem & christianae religionis sanctiones quod Symbolum Apostolorum vocant. Item psalmus LXXXX. in versus hexametros redacta. Vratislaviae [Breslau], apud Andream Vinglerum, 1561